# Black Starlets - Der Traum vom grossen Fussball
Black Starlets - Der Traum vom grossen Fussball è un film documentario per la TV del 2006, diretto da Christoph Weber e incentrato sulla figura del calciatore ghanese Nii Lamptey e della squadra dei Black Starlets.

## Contenuto
Nel 1991 la squadra di calcio ghanese dei Black Starlets vince il Mondiale Under-17. Quattordici anni dopo, il regista Christoph Weber si mette alla ricerca dei giocatori protagonisti di quell'evento, e in particolare di Nii Lamptey, che sembra sparito dalla circolazione benché all'epoca fosse considerato "il nuovo Pelé".

## Premi e riconoscimenti
- 2006 - Sport Movies & Tv - Milano International FICTS Fest organizzato dalla FICTS, menzione d'onore
- 2007 - New York Festival, World Bronze Medal